# Ochranná známka

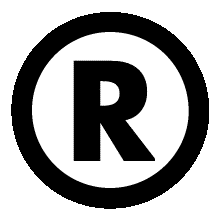
Symbol registrované ochranné známky, Registered Trade Mark

Ochranná známka je právní nástroj ochrany značky, pomocí které firmy identifikují samy sebe, své výrobky a služby a tím se pro zákazníky odlišují od ostatních firem, které na trh přinášejí stejné nebo podobné výrobky a služby.
Ochrannou známkou může být za splnění podmínek stanovených příslušným právním předpisem jakékoli označení schopné grafického znázornění, tvoří ji například slovo, fráze nebo logo, kterým se označuje vyrobené zboží, barvy, tvar výrobku či obalu, nebo kombinace předchozích způsobů. Smyslem známkové ochrany je explicitní ochrana obchodních značek (respektive jejich symbolů) nad rámec obecných zákonů. Žádný obchodní název, obchodní značka ani brand se ochrannou známkou nestávají automaticky, ale až zápisem do příslušného rejstříku ochranných známek. Na druhou stranu jako ochranné známky jsou mnohdy zapsány i názvy, které nelze považovat za obchodní značku, natož pak brand.

## Registrace ochranné známky
Registrovaná ochranná známka musí být zapsaná v rejstříku ochranných známek, který vede Úřad průmyslového vlastnictví. Před zápisem nové ochranné známky tento úřad zkoumá, zda má ochranná známka všechny předepsané náležitosti a vlastnosti, zda není shodná nebo zaměnitelná s jinou ochrannou známkou a přihlášku ochranné známky také zveřejňuje, aby se k ní mohla prostřednictvím připomínek a námitek vyjádřit dotčená veřejnost. V případě, že nejsou podány námitky nebo připomínky k zápisu přihlášeného označení, nebo jsou zamítnuty, je ochranná známka zapsána do rejstříku.
Předmětem ochrany je tedy označení vyhovující podmínkám pro zápis do rejstříku ochranných známek. Ochrannou známkou schopnou zápisu do rejstříku ochranných známek může být: jakékoliv označení schopné grafického znázornění, zejména slova, včetně osobních jmen, barvy, kresby, písmena a číslice, tvar výrobku a jeho obal (pokud je způsobilé odlišit výrobky nebo služby jedné osoby od výrobků nebo služeb jiné osoby).
Ochrana poskytnutá registrací ochranné známky se vztahuje výlučně na výrobky nebo služby uvedené v přihlášce k zápisu ochranné známky do rejstříku. Ústav průmyslového vlastnictví v České republice, podobně jako Úřad Evropské unie pro duševní vlastnictví a Světová organizace duševního vlastnictví rozlišují 45 tříd zboží a služeb.

## Povinnosti majitele ochranné známky
Vlastník je povinen známku řádně užívat a pečovat o ni. Pokud vlastník ochranné známky nezačal do 5 let ode dne zápisu ochranné známky do rejstříku ochrannou známku řádně užívat pro výrobky nebo služby, pro které je zapsána, nebo pokud toto užívání bylo přerušeno nejméně na nepřetržitou dobu 5 let, může být známka zrušena na základě § 10a, 26a, 31 nebo 32c Zákona č. 441/2003 Sb, ledaže pro neužívání existují řádné důvody. Řádným užíváním se rozumí užívání ochranné známky v souladu s její základní funkcí, kterou je zaručit identitu původu výrobků a/nebo služeb, pro něž je zapsána. Při případném prokazování užívání Úřad posuzuje zejména rozsah a frekvenci užívání ochranné známky se zohledněním povahy výrobků a/nebo služeb a současně charakteristiky trhu, na kterém se vyskytují.
Od 1. ledna 2019 již nebudou konfliktní označení z úřední povinnosti zamítána, což znamená že Úřad průmyslového vlastnictví může zapsat podobnou nebo totožnou známku. Je zcela na vlastníkovi, aby sledoval rejstřík ochranných známek, a v případě kolizní přihlášky ve lhůtě 3 měsíců podal námitky proti zápisu, jinak budou tato konfliktní označení platně zapsána. Tato povinnost je zákonné vtělení zásady vigitanbilus iura scripta sunt neboli práva náleží bdělým (Nejvyšší správní soud, č.j. 7 As 140/2012). K monitoringu slouží pravidelný věstník Úřadu průmyslového vlastnictví v papírové podobě nebo specializované služby on-line monitoringu ochranných známek.

## Práva plynoucí z ochranné známky
Vlastník ochranné známky má výlučné právo užívat ochrannou známku ve spojení s výrobky nebo se službami, pro něž je chráněna. Má přitom právo (nikoliv povinnost) spolu s ní používat i značku (R) nebo R v kroužku.
Bez souhlasu vlastníka ochranné známky nikdo nesmí v obchodním styku:
- umísťovat označení na výrobky nebo jejich obaly,
- nabízet výrobky pod tímto označením, uvádět je na trh nebo za tím účelem skladovat, nebo nabízet či poskytovat služby pod tímto označením,
- dovážet nebo vyvážet výrobky pod tímto označením,
- užívat označení v obchodních listinách a v reklamě.

To samozřejmě neznamená, že by osoby, které ochrannou známku nevlastní, nemohly například slova, kterou jsou chráněna jako ochranná známka, používat, pokud o daném výrobku nebo službě hovoří nebo píšou, a stejně tak nemají povinnost za takto zmíněná slova připojovat značku ochranné známky. Na ochrannou známku se však zároveň mohou vztahovat také autorská práva, která mohou její použití třetími osobami omezovat.

## Používané v České republice
1. národní ochranné známky (rejstřík ÚPV)
2. mezinárodní ochranné známky (rejstřík Mezinárodní organizace duševního vlastnictví)
3. ochranné známky Evropské unie (rejstřík EUIPO v Alicante)
4. všeobecně známé ochranné známky (ve smyslu TRIPS a Pařížské úmluvy)

Platnost: 10 let od podání přihlášky, možnost prodloužení v posledním roce platnosti
Výběr ochranné známky závisí na místě, kde subjekt obchoduje. Pokud subjekt podniká jenom na území České republiky, stačí ochranná známka pouze pro Českou republiku. V případě, že exportuje například na Slovensko, je potřeba pořídit ochrannou známku pro toto území. Jestliže má subjekt větší ambice a chce obchodovat ve více zemích, které jsou v Evropské unii, je možné pořídit ochrannou známku přímo pro Evropskou unii, která není podmíněná existencí ochranné známky pro Českou republiku.

### Značení obchodních značek
Obchodní značky jsou označovány následující symboly:
- ™ — neregistrovaná obchodní značka
- ℠ — neregistrovaná značka služby, tj. značka používaná k propagaci nebo pro značkové služby
- ® — registrovaná ochranná známka

## Obchodní značka a zákon
Ochranná známka je typ duševního vlastnictví. Vlastník registrované ochranné známky může v případě jejího porušení započít právní úkony, směřující k zabránění neoprávněného použití této známky, registrace známky se nicméně nevyžaduje. Vlastník neregistrované ochranné známky též může podniknout kroky k ochraně svého označení, ale musí ve všech započatých řízeních prokazovat, že skutečně své označení užívá a v jakém rozsahu.

## Druhy ochranných známek
Od novelizace 1. 1. 2019 lze nyní zaregistrovat následující druhy OZ
- Slovní ochranná známka, která je tvořena výlučně slovy nebo písmeny v latince, arabskými nebo římskými číslicemi, dalšími obvyklými typografickými znaky nebo jejich kombinací, se vyjádří předložením reprodukce označení s obvyklým písmem a v obvyklém rozvržení bez jakýchkoli grafických prvků nebo barev.
- Obrazová ochranná známka, která je tvořena neobvyklými znaky, styly nebo rozvržením, grafickým prvkem nebo barvou, včetně ochranných známek, jež jsou tvořeny výlučně obrazovými prvky nebo kombinací slovních a obrazových prvků, se vyjádří předložením reprodukce označení, o jehož zápis se žádá, znázorňující veškeré její prvky a případně také barvy.
- Prostorová ochranná známka, která je tvořena nebo doplněna trojrozměrným tvarem, znázorňujícím nádoby, obal, samotný výrobek nebo jeho ztvárnění, se vyjádří předložením grafické reprodukce tvaru, zahrnující i obrazy vytvořené počítačem, nebo fotografické reprodukce. Grafická nebo fotografická reprodukce může zahrnovat různé náhledy.
- Poziční ochranná známka, která je tvořena zvláštním způsobem, jakým je ochranná známka na výrobku umístěna nebo jakým je k němu připevněna, se vyjádří předložením reprodukce, jež náležitě určuje pozici ochranné známky a její velikost nebo proporce u příslušných výrobků. Prvky, které netvoří součást předmětu zápisu, se vizuálně označí nejlépe přerušovanými nebo tečkovanými čarami. Vyjádření může být doplněno popisem, který podrobně uvádí, jakým způsobem je ochranná známka k výrobku připevněna.
- Ochranná známka se vzorem, která je tvořena výlučně sadou prvků, které se pravidelně opakují, se vyjádří předložením reprodukce znázorňující opakující se vzor. Vyjádření může být doplněno popisem, který podrobně uvádí, jakým způsobem se tyto prvky pravidelně opakují.
- Barevná ochranná známka, která je tvořena výlučně barvou bez obrysů nebo výlučně barevnou kombinací bez obrysů, se vyjádří předložením - reprodukce barvy a jejím označením prostřednictvím odkazu na všeobecně uznávaný kód barvy (v evropské praxi se používají například CMYK, PANTONE, RAL), nebo - reprodukce znázorňující systematické uspořádání barevné kombinace jednotným a předem stanoveným způsobem a označením těchto barev prostřednictvím odkazu na všeobecně uznávaný kód barvy.
- Zvuková ochranná známka, která je tvořena výlučně zvukem nebo kombinací zvuků, se vyjádří předložením audionahrávky reprodukující zvuk nebo přesným zachycením zvuku v notovém zápisu.
- Pohybová ochranná známka, která je tvořena nebo doplněna pohybem nebo změnou pozice prvků na ochranné známce, se vyjádří předložením videonahrávky nebo řady statických obrazů v příslušném pořadí znázorňujících pohyb nebo změnu pozice. Jsou-li použity statické obrazy, mohou být očíslovány nebo doprovázeny popisem vysvětlujícím jejich pořadí.
- Multimediální ochranná známka, která je tvořena nebo doplněna kombinací obrazu a zvuku, se vyjádří předložením audiovizuální nahrávky obsahující kombinaci obrazu a zvuku.
- Holografická ochranná známka, která je tvořena prvky s holografickými znaky, se vyjádří předložením videonahrávky nebo grafické nebo fotografické reprodukce obsahující náhledy, které jsou nezbytné pro náležité rozpoznání holografického efektu v jeho plném rozsahu.
- Jiný druh ochranné známky, která neodpovídá žádnému z uvedených druhů ochranných známek, se vyjádří v jakékoli vhodné formě s využitím všeobecně dostupných technologií, pokud ji lze jasně, přesně, samostatně, snadno dostupným způsobem, srozumitelně, trvanlivě a objektivně reprodukovat v rejstříku, aby bylo příslušným orgánům i veřejnosti umožněno jasně a přesně určit předmět ochrany poskytovaný vlastníkovi ochranné známky.

### Příklady ochranných známek
Slova
Nejčastější forma ochranné známky je slovní. Např.
- ČKD
- Škoda
- Budweiser

Logo
Je druhá nejčastější forma ochranné známky. Logo je obrázek, který se časem stává symbolem spojeným se zbožím nebo službou.
- McDonald – dvojitý oblouk
- Apple – nakousnuté jablko
- Škoda – okřídlený šíp

Kombinace písma a grafiky
- IBM
- Sun
- Digital
- Java

Tvar výrobku nebo obalu
- láhev Coca-Cola

Nejčastěji registrované ochranné známky
Škoda, Omega, Titan, Cobra, Max, Atlas, Orion, Matrix, Evolution, Eclipse, Optima, Fusion, Mars, Nova, Vision, Delta, Smart, Star, Prima

## Hodnota ochranné známky
Ochranná známka patří mezi práva duševního vlastnictví. Její hodnota může být obrovská. Často se stává, že firma kupuje jinou firmu pouze proto, že má zájem o vlastnictví jejích ochranných známek.

## Absence ochranné známky
Nedostatečná ochrana obchodního názvu vedla v minulosti už k celé řadě případů, kdy název i napodobeninu produktu převzala konkurence, přičemž původní vlastník „nápadu“ nebo jeho dědicové se proti tomu neměli jak bránit.
Příklady:
- Pražská šunka
- Talián

## Obnova ochranné známky
Vzhledem k tomu, že ochranná známka má platnost 10 let, je potřeba si tuto platnost prodloužit. Podle zákona o ochranných známkách se platnost prodlužuje na dalších 10 let. Zažádat o obnovu lze jenom v posledním roce platnosti zápisu ochranné známky. Zde je potřeba zaplatit správní poplatek za obnovu, který činí 2 500 Kč. Pokud se stane, že vlastník ochranné známky zapomene ve stanovené lhůtě podat žádost o obnovení, je zde ještě možnost zažádat o obnovu 6 měsíců od vypršení platnosti ochranné známky. Zde je poplatek vyšší a to 5 000 Kč. Pokud majitel ochranné známky o prodloužení nezažádá, zápis známky se zruší a jeho právo na ochrannou známku zanikne.
Pro prodloužení je potřeba vyplnit potřebný formulář, který se následně podá na Úřad průmyslového vlastnictví.